# 십통
| 십통           | 십통               | 십통 | 십통 |
| -------------- | ------------------ | ---- | ---- |
| 이름           | 저자               | 권수 |      |
| 통전           | 당 · 두우          | 200  |      |
| 통지           | 송 · 정초          | 200  |      |
| 문헌통고       | 원 · 마단림        | 348  |      |
| 속통전         | 청 · 혜황, 유용 등 | 150  |      |
| 속통지         | 청 · 혜황, 유용 등 | 640  |      |
| 속문헌통고     | 청 · 장정옥        | 250  |      |
| 청조통전       | 청 · 혜황, 유용 등 | 100  |      |
| 청조통지       | 청 · 혜황, 유용 등 | 126  |      |
| 청조문헌통고   | 청 · 장정옥        | 300  |      |
| 청조속문헌통고 | 근대 · 유금조      | 400  |      |

십통(十通)은 당(唐)의 『통전(通典)』,  남송(南宋)의 『통지(通志)』,  원(元)의 『문헌통고(文獻通考)』, 청(淸)의 『속통전(續通典)』, 『속통지(續通志)』, 『속문헌통고(續文獻通考)』, 『황조통전(皇朝通典)』, 『황조통지(皇朝通志)』, 『황조문헌통고(皇朝文獻通考)』, 『흠정속문헌통고(欽定續文獻通考)』 등 10부의 정서(政書)의 총칭이다. 그 중 마단림이 쓴 문헌통고가 가장 평가가 높다.